# Richard Loncraine
Richard Loncraine (* 20. Oktober 1946 in Cheltenham, Gloucestershire, England) ist ein britischer Filmregisseur sowie gelegentlicher Drehbuchautor. 

## Leben und Wirken
Sein Debüt als Regisseur gab Richard Loncraine mit dem Kurzfilm Radio Wonderful im Jahre 1974. Zuvor hatte er für die BBC gearbeitet und später Werbespots gedreht. Ebenfalls 1974 verfasste er sein erstes Drehbuch, es entstand der Film Professor Popper's Problem. In den nächsten Jahrzehnten arbeitete er ebenso für das Fernsehen wie auch das Kino. Für seine Shakespeare-Verfilmung Richard III. aus dem Jahre 1995 wurde Loncraine mit dem Silbernen Bär ausgezeichnet. 2002 erhielt er einen Emmy für die Miniserie Band of Brothers – Wir waren wie Brüder.

## Filmografie (Auswahl)

### Als Regisseur
- 1975: Slade in Flame
- 1977: Julias unheimliche Wiederkehr (Full Circle)
- 1980: Blade on the Feather
- 1982: Der Missionar (The Missionary)
- 1987: Bellman & True – Gangster wider Willen (Bellman and True)
- 1995: Richard III.
- 2002: Band of Brothers – Wir waren wie Brüder (Episode Der erste Tag)
- 2002: Churchill – The Gathering Storm (The Gathering Storm, Fernsehfilm)
- 2003: Mein Haus in Umbrien (My House in Umbria, Fernsehfilm)
- 2004: Wimbledon – Spiel, Satz und … Liebe (Wimbledon)
- 2006: Firewall
- 2009: My One and Only
- 2014: Ruth & Alex – Verliebt in New York (5 Flights Up)
- 2017: Tanz ins Leben (Finding Your Feet)

### Als Drehbuchautor
- 1987: Bellman & True – Gangster wider Willen (Bellman and True)
- 1995: Richard III.